# 保坂えり
保坂 えり（ほさか えり、1993年12月8日 - ）は、日本のAV女優。
京都府出身、ティーパワーズ所属。

## 略歴・人物
2013年3月にAVデビュー。女子高生から人妻まで幅広い役柄で出演している巨乳AV女優である。

## 作品

### アダルトDVD
- エスカレートするドしろーと娘 素人かんぜんだましどり 220（3月1日、プレステージ）
- しろ〜と(;´瓜‵)￥まん娘 no.007 仮名)坂野恵理・19歳（3月22日、MAGIC）※「坂野恵理」名義[要出典]
- 撮れたて一般女性 VOL.02（4月2日、プレステージ）
- やりたい放題 33　豊島区同棲編　えり（二十歳・大学生）（4月11日、プレステージ）
- 北芦屋高級アロマ性感オイルマッサージ（4月11日、DOC）
- まさかお姉ちゃんの裸（巨乳）で勃起するなんて! 家族旅行で久しぶりに一緒にお風呂に入った姉の胸が想像以上に巨乳過ぎて、理性を保てなかったボクの股間は痛いくらいビンビンに…。そんな気まずそうにしている僕を最初は子供扱いしてからかっていた姉なのに、いつの間にか男を見るスケベな女の目に変わって絶対ヤッてはいけない近親相姦へと…。（4月25日、Hunter）
- 素人隙まん娘 vol.11（5月1日、MAGIC）
- ガチ本番!! 新婚若妻ナンパ即挿入!! in京急線沿線（5月10日、S級素人）
- どしろうとちゃんねる（5月10日、MAGIC）
- こんな娘、来ちゃいました。 03 「地元に知られず東京で稼ぎたい」と関西からやって来た女子大生。えり（5月21日、MAGIC）
- “ホントに可愛い!!”と社内で超人気!! 入社4年目 黄金の4人組（カルテット） SOD女子社員が脱ぎます!!（5月23日、SODクリエイト）※「坂本愛莉」名義[要出典]
- 職権乱用チンポ露出 絶対的優位な立場を利用してチンポを見せつける姑息な男たち!!（6月7日、虎堂）
- 御奉仕淫語で手コキ射精（6月13日、マルクス兄弟）
- 地味子は隠れ巨乳 27　えり（6月15日、ケー・トライブ）
- 出張マッサージでギンギンに勃起した男性客のチンコの臭いが鼻先をかすめると、ジュワッ〜とマン汁が染み出してパンティを濡らしちゃう欲求不満のエステ嬢が襲い掛かってくる!（6月21日、OFFICE K'S）
- 巨乳JKは小悪魔ビッチ　えり（6月24日、ラマ）
- 新人看護婦の御奉仕ナースコール　保坂えり（6月25日、マルクス兄弟）
- kawaii*ソープへいらっしゃいませ! きゃわたん泡姫大集合だょ♪（6月25日、MOODYZ）
- 目が奪われる瞬間 vol.02（7月2日、MAGIC）
- えりの風呂無しアパートでHな事しませんか?　保坂えり（7月6日、アイエナジー）
- 一人暮らしの息子を心配して夫婦で上京してきたママと十数年ぶりに同じ布団で寝ることに。 2 僕の勃起チ○ポに腰をクネらせる。（7月6日、SWITCH）
- 街を歩いている素人の女の子を捕まえて、勃起したチ●ポをセンズリしているのをダラダラ見せ続けたら…（7月12日、BAZOOKA）
- 示談性交 【標的にされた上京新卒OL】　保坂えり（7月12日、Up'S）
- 巨乳いもうと中出し 20（7月15日、ケー・トライブ）
- いいなり優等生 保坂ゆり 着ヤセするあの娘がメガネを外したら…（7月19日、ドリームチケット）
- 僕の知らない妻を見たくて… 02（7月19日、DOC）
- 私は縛られたり、首輪をつけられたり、首を絞められないと感じない変態女です。　保坂えり（8月1日、蜜月）
- ズボラな巨乳姉貴とズボラ近親相姦 面倒だからSEXの相手はいつも弟!避妊も面倒だから妊娠するまで中出し!（8月8日、ROCKET）
- 過激すぎて放送出来なかったライブチャット映像 完全撮り下ろし part2 素人27人収録（8月9日、BAZOOKA）
- 俺専用肉奴隷 File.01　保坂えり（8月9日、MAD）
- 番組収録と称して即席カップルを作り、媚薬入りのお茶を出し2人っきりでAV鑑賞をさせて隠し撮りしてみたら…（8月9日、DOC）
- 女のカラダは桃色ふんわりやわらか肌で選ぶ。　保坂えり（8月13日、E-BODY）
- 小汚いワンルーム住まいの僕だけど、掃除専門のお手伝いさんを雇ってエッチなグッズを見せつけたら女の子とヤラしいことができた。 キャンセル待ち続出のプラチナム家政婦編（8月22日、Hunter）
- 無理!堪え切れずにお漏らししちゃいました。（8月25日、マルクス兄弟）
- 家庭教師が巨乳受験生にした事の全記録（9月5日、グローリークエスト）
- 図書館で声も出せず糸引くほど愛液が溢れ出す敏感妻（9月5日、ナチュラルハイ）
- 盗撮 マッサージのお姉さんがビンビンに勃起したデカチンポを見たらオマンコに挿れて欲しくなっちゃった!（9月6日、映天）
- 裸に一枚　保坂えり（9月13日、MOODYZ）
- メガネっ娘いもうと中出し 1　えり（9月15日、ケー・トライブ）
- メイド in Prin　保坂えり（9月19日、みるきぃぷりん♪）
- 全裸巨乳家政婦　保坂えり（9月19日、OPPAI）
- S-Cute Girls（9月19日、S-Cute）
- 人妻浪漫 〜舞ワイフ〜 06（9月25日、舞ワイフ）
- 素人騙し撮り 脱がし屋 美人限定 Vol.5　保坂えり（9月25日、ONE GENERATION）
- 濡れた髪を初めて見せてくれた君 ＃21　保坂えり（9月27日、ONE DA FULL）
- ガードゆるゆる素人娘 8時間（10月1日、MAGIC）
- やりたい放題 BEST 8時間 ②（10月11日、プレステージ）
- 介護福祉士えりさんは隠れ巨乳 9　保坂えり（10月15日、ケー・トライブ）
- 巨乳ソープ 3　保坂えり（10月19日、OPPAI）
- すぐに破れるコンドーム×保坂えり（10月25日、エロチカ）
- 保坂えり PLATINUMBEST 7時間（11月1日、プレステージ）
- 朝から晩まで1日10人と密室ホテルでハメまくる！　保坂えり（11月13日、MOODYZ）
- 現役女子大生巨乳中出し家庭教師　保坂えり（11月19日、OPPAI）
- お嬢様クロニクル 13　保坂えり（11月22日、ワンダフル）
- ランジェリーナ　えり（12月1日、ワンズファクトリー）
- 高級アロマ性感オイルマッサージ2　8時間総集編（12月11日、プレステージ）
- 東洋一のクビレ巨乳 8時間（12月13日、E-BODY）
- 姉貴が性欲解消で目が合えば四六時中僕のチ○ポを求めてくる 中出し孕まされ姉弟近親相姦　保坂えり（12月19日、V＆Rプロダクツ）
- お姉ちゃんのリアル性教育　保坂えり（12月19日、グローリークエスト）
- 巨乳若妻スワッピング 〜美しき嫁達を弄ぶ淫らな慣わし〜　保坂えり 西川りおん（12月25日、マドンナ）

- 中出しと乱交プレイのできるぼいんソープランド（1月1日、ズッコン/バッコン）
- おっぱいママを狙うマセガキ同級生 2 〜僕のママが寝取られて妊娠懇願…！！〜　保坂えり（1月9日、ディープス）
- 巨乳×ビキニ チアガール (1月10日、クリスタル映像)
- 最高潮に盛り上がる！ 挿入する瞬間 100人100連発（1月13日、MOODYZ）
- 100パイズリ 8時間（1月13日、E-BODY）
- 「脱ぎたての汚れたパンツ」買い取りますのであなたの恥ずかしいトコロをじっくり見せてください！②（1月21日、プレステージ）
- AV女優が撮影現場に来たらいきなりSEX 即ハメ 生中出し SS-032（2月6日、グローリークエスト）
- 競泳水着専門 Fカップボイン!中出しインストラクター! (2月7日、Be Free)
- 私、実は夫の上司に犯され続けてます…　保坂えり（2月13日、溜池ゴロー）
- 巨乳限定！立ちバック100人8時間（2月13日、MOODYZ）
- 爆乳女に中出し 8時間（2月19日、OPPAI）
- やさしい手コキと丁寧淫語（2月20日、グローリークエスト）
- Gカップ92cm マゾ乳生中出し　保坂えり（2月24日、ゲインコーポレーション）
- ワンズファクトリー2013年 下半期 総集編 （3月1日、ワンズファクトリー）
- 「出産祝い」で我が家にやって来た、嫁の姉の無防備なパンチラに思わず勃起！出産と同時に性欲がなくなった嫁とのセックスを望めない僕の勃起チ○ポを嫁の姉が優しく慰めてくれました。（3月13日、MOODYZ）
- 爆乳ナースのご奉仕 むぎゅむぎゅ看護　保坂えり（3月19日、OPPAI）
- 一日限定。極上素人娘をお貸しします。（3月28日、S級素人）
- 文京区にある女教師が通う整体セラピー治療院 3（4月1日、変態紳士倶楽部）
- 自ら腰を動かして、気持ちいい場所にあててイキまくる！イイオンナの騎乗位・背面騎乗位 6時間（4月1日、蜜月）
- 義理の姉のイヤらしいカラダと大きな乳房。我慢できない弟との不道徳なSEX。　保坂えり（4月10日、ヒビノ）
- パイズリ♥レディ　保坂えり（4月13日、HERO）
- スペルマ中毒吸盤バキュームくちびる交尾（4月19日、CROSS）
- 街で見かける着衣巨乳シチュエーション セーター＆ニット　保坂えり（4月19日、OPPAI）
- 温泉で卓球にあけくれる友達のお母さんと夜のチ●ポン対決 3（4月25日、ケイ・エム・プロデュース）
- 寝取られ妻 vol.1　8時間（5月1日、プレステージ）
- オンナが主導権を握る 完全女性上位！ 責められるのも責めるのも全部オンナの気分次第 4時間SEXしまくりイキまくり（5月1日、蜜月）
- 膣奥射精で確実に子宮に届かせる直射中出し8時間25人！！（5月1日、ワンズファクトリー）
- 女のカラダは腰使いで決まる！ 4時間 9（5月9日、ケイ・エム・プロデュース）
- 天使の降る夜。 XIII（13） 新宿Donfin勤務　えり　21歳（5月9日、S級素人）
- 自画撮りオマ○コ指オナニー（5月15日、グローリークエスト）
- Wつるつるパイパン＆Wマシマロおっぱい　茜あずさ 保坂えり（5月19日、アイデアポケット）
- 男1人を爆乳で犯し続ける3人痴女3時間スペシャル（5月25日、美）
- スキあり！！ガードゆるゆる素人娘 8時間 vol.2（6月3日、プレステージ）
- LET'S GO！（6月3日、プレステージ）
- 「常に性交」人妻出張マッサージ（6月5日、SODクリエイト）
- 服を脱ぐ前から射精まで、SEX一連完全収録！！（6月13日、MOODYZ）
- 超高級巨乳ソープ嬢 2 〜中出し可能な超絶サービス〜（6月13日、ケイ・エム・プロデュース）
- 乳・尻・ヌキ挿し大迫力どアップSEX（6月13日、E-BODY）
- ぼくらのえり4時間　保坂えり（6月15日、ケー・トライブ）
- クラスのアイドルだった子がデリヘル嬢になっていてまさかの再会!今や借金まみれになってしまった彼女は成功した僕の金の匂いを嗅ぎ分けたのか、自らゴムを外してまさかの生ハメ!そのまま中出し! (6月19日、アイエナジー)
- 憧れの先輩とレズれ！ 〜はじめては決めてました〜　保坂えり×Maika（6月19日、レズれ！）
- ケツ穴めくれ返り悶絶交尾！極太ブッ込みドテクリ肉ド拡張アクメ！ぬるぬるオメ肉超ナマ中出し！激ヤバ全盛り8時間（6月19日、CROSS）
- キミだけに見せつける！スケベな女10人！！マ○コ指入れ濃厚精子でグチョグチョオナニー！！（6月25日、本中）
- ご近所の無防備奥様を生中出し斬り！！ 2（6月27日、S級素人）
- 私を見つめて激しくイッて スケベ主観スペシャル8時間 （7月1日、ワンズファクトリー）
- 悩殺！パーフェクトボディな女たち ④（7月1日、GALLOP）
- 1年365通り日替わりSEX24時間（7月1日、MOODYZ）
- 絶版マニアック水着満載！競泳水着専門 インストラクター THE BEST 8時間 part2（7月7日、BeFree）
- やわらか〜い 愛情パイズリ絶頂発射！（7月11日、ケイ・エム・プロデュース）
- 部下に寝取られた上司の妻 4（7月11日、LEO）
- ずぶ濡れで帰ってきた姉の透けた下着に欲情しレイプする弟の近親相姦映像（7月11日、TMA）
- メガネっ子風呂4時間（7月13日、ケー・トライブ）
- 弓なりのけ反りFUCK50人8時間（7月13日、E-BODY）
- 夢の一夫多妻（7月13日、MOODYZ）
- 巨乳で癒す極上ソープ嬢4時間（7月19日、 OPPAI）
- 100人の巨乳 DX8時間（7月25日、ケイ・エム・プロデュース）
- 気持イイおっぱいとおま●こに射精三昧！！巨乳娘とラブラブ中出しSEX（7月25日、本中）
- 校則で『女は、男性器を勃起させ、射精させること』と定められた学校（7月25日、ケイエムプロデュース）
- kira☆kiraサマーフェスタ2014 BLACK GAL BEACH RESORT-夏祭り特別編-黒ギャル美巨乳ビーチ4時間超壮絶大乱交スペシャル
- 密着ご奉仕逆3P爆乳家政婦（8月1日、ワンズファクトリー）
- ケダモノ彼女 (8月13日、MOODYZ)
- 性格良すぎるおっぱい家政婦さん (9月4日、DIY)
- 夫は知らない…若妻の不倫密会現場3本立て 熱く見つめ合って接吻して背徳セックスにのめりこむ (9月6日、ヒビノ)
- 町内会でストリップを踊らされた妻 (9月13日、溜池ゴロー)
- 就活バトルロワイアル (10月2日、Eドラ!)
- 完全ノーカット濃密な性交 (10月10日、クリスタル映像/テクノブレイク)
- 女教師監禁レ×プ 自宅を占拠され生徒にイカされ続けた若妻の3日間 (10月13日、溜池ゴロー)
- 応募してきた素人男子の中からオナニーの快感しか知らないウブな童貞くんを選定し、わたし好みのM男に調教しちゃいました! (10月23日、アマチュアインディーズ)
- 魂の一発大量中出し (10月25日、本中)
- kira☆kiraサマーフェスタ2014 BLACK GAL BEACH RESORT-夏祭り特別編-逆痴漢★嫌がる男達を強引に犯ス生ハメ中出し南国BEACH FUCK 保坂えり
- 美6周年×kira☆kira8周年スペシャルコラボ企画-患者を襲う美巨乳極痴女ナース孕ませ病棟24時-4時間スペシャル (12月25日、美)

- 巨乳未亡人下宿 3 (1月23日、クリスタル映像/NITRO)
- 私、実は夫の上司に犯され続けてます… (2月13日、溜池ゴロー)
- 最近話題の 男女が媚薬を飲んで大乱交SEXを楽しむ最近話題の温泉混浴サークルに行ってきました! 10名全員セックス! (3月5日、サディスティックビレッジ)
- JKチアガール部に女装男子が入部しちゃった (3月6日、クリスタル映像/TOMAHAWK)
- 絶対にしてはいけない人を（レズる）犯る 5 本当はダメだとわかっていてもレズりたい!「もうやめて…」と拒むノンケ女はねちっこい「舌」とイヤラシイ「指」で弄られさらにオマ○コをグチョグチョにしイキ狂う!（3月15日、ジャネス）
- 私で試乗しませんか?巨乳カーディーラーの淫らな営業 2 (4月10日、ケイ・エム・プロデュース/BAZOOKA)
- ホームステイの黒人さんのデカマラに母さんが発情中 (4月16日、グローリークエスト)
- オンナ（女教師・女子生徒）からSEXを求められる特殊な学園生活 (4月24日、ケイ・エム・プロデュース/UMANAMI)
- 嫁と姑 誰にも言えない禁断な関係 3 「お義母さん…?どうしちゃったんですか?困ります許して下さい…」ノンケな私は姑のレズ行為を拒めるはずもなく次第にマン汁が糸を引くほどになってしまった! (4月24日、なでしこ)
- 巨乳看護師たちが優しく性処理 おねセックス病棟 （5月9日、SODクリエイト）
- 専業主婦（25歳で肉食系）の特権。多数の習い事とエグイほど奔放なSEX狂い。 (5月15日、Pandora)
- 眠れぬ夜の出張サービス 性交添い寝倶楽部大人のゆりかご (5月21日、AKNR)
- 銀粉奴隷捜査官 (6月20日、バミューダ)
- 性欲盛りなU30歳の部下の嫁に手を出した俺 (7月23日、AKNR)
- 人気AV女優に恋してるガチ素人さん参加型企画第1弾!! kawaii*presents 夢のハメキュン恋活ツアー2015（7月25日、kawaii*）
- 気持ちよく射精できる手淫講座 西条沙羅&保坂えり (8月20日、グローリークエスト)
- 就活バトルロワイアル (10月2日、Eドラ!)
- さあ貴方もやってみよう!これが噂の「催眠音声」 催眠オナニーJOI 音声と映像で貴方を催眠術にかけてオナニー指示!感度が上がる暗示で射精の気持ち良さ10倍!! (10月23日、ROCKET)
- 実録人間家畜ドキュメント (12月7日、アタッカーズ)

- お義母様は真性レズビアン！夫に相手にされず少し暇を持て余す専業主婦（ノンケ）の私はいつも欲求不満！姑に触られるだけでもオマ○コが疼いて濡れてしまうんです 2 (3月30日、ジャネス)
- 欲求不満のヌメった秘壺に大量放出!屋外露出プレイで赤面オナニー、アクメ顔で喘ぐド淫乱なお顔が可愛過ぎ! (4月1日、Redcat)
- 女のオナニーってエロい 〜イクとこ見ててくれる?その動き、その吐息、その表情〜（5月20日、SEX Agent）
- 僕の前でわざとFカップ乳をポロリする課長の奥さんが関西弁丸出しの淫語で挑発してきて… (6月20日、NEXT)
- 僕のねとられ話しを聞いてほしい 新居で引っ越しの手伝いに来たデカチンの先輩に寝盗られた妻 (7月7日、JET映像)
- 「ナマではいっちゃった!」爆乳デリ嬢のオイル素股でチ○ポをマ○コに擦り付けてたら思わずフル勃起からのナマ挿入! (9月1日、グローリークエスト)  ※ 「AV OPEN 2016」エントリー作品
- 子作りに悩む巨乳の義母が息子の勃起チ○ポを見て愛液ジワリ! あまりのたくましさに理性保てず旦那には絶対内緒の馬乗り逆夜這い! 母性溢れるおっぱいを揺らしながら悶絶イキ! 妊娠するまで何度も中出し!（9月9日、V&R PRODUCE）
- アダルトグッズ製造会社 巨乳ムチ尻OLのスリル満載 社内モニター業務 (12月20日、NEXT)

- 美人妻の不倫情事 主人には内緒にして下さい… Vol.3（2月13日、アクアモール/HERO）
- AV女優 裸コレクション 第四弾（3月10日、V&R PRODUCE）
- 汗だく騎乗位ピストン4時間ザーメン絞り オマ○コぱっくりM字開脚で勃起チ○ポを喰え込むド痴女 2 (エステティシャン編)（4月1日、スタイルアート/妄想族）
- 夫婦旅行で訪れた旅館の宴会場で下品な団体客に妻がおしゃくをさせられました…（4月25日、JET映像）
- 薄さ0.00000000001ミリ ハメるな危険コンドーム。3 ナマ中出し絶対NGな女子に秒速で破けるゴムを付けての人体実験。ダマで生ハメ中出し今度産む? 4時間SP エロカワ被験者6名（9月25日、ビッグモーカル）
- 女体液搾り（10月19日、グローリークエスト）
- 自画撮りプライベートオナニー2 厳選ドスケベ美女13人（11月2日、グローリークエスト）
- 騎乗位で上半身を動かさずに腰だけをグイングイン振りまくって中出しさせる馬乗りドスケベ美女 1（12月7日、グローリークエスト）

- 嫁のハメ撮りDVDが見つかりました 180分（1月20日、STAR PARADISE）
- AV女優自画撮りオナニーコレクション 第二弾（2月9日、V&R PRODUCE）
- 隣の奥さんが無防備ポロリで誘惑してくる…（2月20日、STAR PARADISE）
- 黒パンスト、それは知性とエロスの融合（11月16日、SEX Agent/妄想族）
- 眼を逸らさないフェラチオ（11月16日、SEX Agent/妄想族）
- 根本まで食らいつき搾り出す貪りフェラ（11月16日、SEX Agent/妄想族）

- 「あっ! ナマで入っちゃった!」 オイル素股でマ○コにチ○ポを擦りつけてたら気持ち良すぎてヌルッと生挿入!! 中出しSEXまでヤッちゃったデリヘル嬢たち 5（2月21日、グローリークエスト）
- 保坂えりが騎乗位スタイルでサービスしてくれる泡洗体マッサージ（3月7日、Mr.michiru）

### 女性向けアダルト作品
- 一徹が貴女のワガママな性欲、解放します～オーダーSEX～（2017年1月6日、GIRL'S CH）
- 四畳半ダーリン 其の二（2018年2月8日、SILK LABO）
- 本当にあった濡れる話～ねじれた関係編～（2018年05月10日、GIRL'S CH）
- One’s Daily Life season4.-new life-（2018年5月10日、SILK LABO）

### イメージDVD
- Love love new face（2013年9月20日、スパークビジョン）※「坂江なほ」名義[要出典]

## 出演

### オリジナルビデオ
- 就活デスゲーム（2020年5月2日、竹書房）‐吉田かおり役[3]